# Логичка грешка
Логичка грешка је употреба неваљаног или на други начин погрешног расуђивања у конструкцији аргумента који може деловати добро образложен ако се не примети. Термин је у западну интелектуалну традицију увео аристотеловски спис De Sophisticis Elenchis.
Логичке грешке могу бити почињене намерно да би се манипулисало или убеђивало путем обмане, ненамерно због људских ограничења као што су непажња, когнитивне или социјалне пристрасности и незнање, или потенцијално због ограничења језика и разумевања језика. Ове разграничења укључују не само незнање правог стандарда расуђивања већ и незнање релевантних својстава контекста. На пример, здравост правних аргумената зависи од контекста у којем се износе.
Логичке грешке се обично деле на "формалне" и "неформалне". Формална грешка је мана у структури дедуктивног аргумента која чини аргумент неваљаним, док неформална грешка потиче из грешке у расуђивању која није неправилна логичка форма. Аргументи који садрже неформалне грешке могу бити формално ваљани, али и даље погрешни.
Посебан случај је математичка грешка, намерно неваљан математички доказ са прикривеном или суптилном грешком. Математичке грешке се обично креирају и приказују у образовне сврхе, обично у облику лажних доказа очигледних контрадикција.

## Преглед
Логичке грешке су типови погрешног расуђивања који чине аргументе логички нездравим. Према "The New Handbook of Cognitive Therapy Techniques", оне укључују "неутемељене тврдње које се често износе са уверењем које их чини да звуче као да су доказане чињенице". Неформалне грешке се посебно често налазе у масовним медијима као што су телевизија и новине. Разумевање логичких грешака може омогућити препознавање истих у сопственом или туђем писању. Избегавање логичких грешака може помоћи у побољшању способности стварања здравих аргумената.
Може бити тешко проценити да ли је аргумент погрешан, јер аргументи постоје дуж континуума здравости, а аргумент који има неколико фаза или делова може имати неке здраве делове и неке погрешне. Штавише, да ли је конкретан аргумент погрешан често зависи од садржаја, а не од форме аргумента. Пример је пробабилистички ваљана инстанца формално неваљаног облика аргумента негирање антецедента или афирмација консеквента. Дакле, "погрешни аргументи обично имају варљив изглед добрих аргумената, јер се за већину погрешних инстанци облика аргумента може наћи слична али непогрешна инстанца". Процена инстанце аргумента као погрешне је стога често питање процене контекста аргумента.
Препознавање логичких грешака у свакодневним аргументима може бити тешко јер су аргументи често уграђени у реторичке обрасце који замагљују логичке везе између изјава. Неформалне грешке такође могу искористити емоционалне, интелектуалне или психолошке слабости публике. Препознавање логичких грешака може развити вештине расуђивања да би се боље разоткриле слабије везе између премиса и закључака и боље разликовало између онога што изгледа истинито и онога што јесте истинито.
Теорија аргументације пружа другачији приступ разумевању и класификацији логичких грешака. У прагма-дијалектичкој теорији, на пример, аргумент се посматра као интерактивни протокол између појединаца који покушавају да реше своје неслагање на основу заслуга случаја. Протокол се састоји од нормативних правила интеракције, а кршења ових правила сматрају се логичким грешкама јер ометају покушај решавања неслагања.
Логичке грешке се користе уместо ваљаног расуђивања за комуникацију поенте са намером да се убеди. Примери у данашњим масовним медијима укључују, али нису ограничени на пропаганду, рекламе, политику, новинске уводнике и емисије засноване на мишљењима.

## Системи класификације
Логичке грешке се генерално класификују строго по њиховој структури или садржају, као што је класификовање као формалне грешке или неформалне грешке, респективно. Класификација неформалних грешака може се поделити у категорије као што су лингвистичке, релевантност кроз изостављање, релевантност кроз наметање и релевантност кроз претпоставку. Алтернативно, логичке грешке могу бити класификоване према процесу којим се јављају, као што су материјалне грешке (садржај), вербалне грешке (лингвистичке) и формалне грешке (грешка у закључивању). Заузврат, материјалне грешке могу бити смештене у општију категорију неформалних грешака. Вербалне грешке могу бити смештене у формалне или неформалне класификације: Упоредите еквивокацију, која је двосмисленост заснована на речи или фрази, са грешком композиције, која је двосмисленост заснована на премиси и закључивању.

### Грчка логика
Грчки филозоф Аристотел (384–322. п. н. е.) био је први који је систематизовао логичке грешке у листу како би олакшао побијање противникове тезе и тако победио у аргументу. Аристотелова О софистичким побијањима (De Sophisticis Elenchis) идентификује тринаест логичких грешака. Поделио их је на два главна типа: лингвистичке грешке и нелингвистичке грешке, од којих неке зависе од језика, а друге не. Ове грешке се називају вербалне грешке и материјалне грешке, респективно. Материјална грешка је грешка у ономе о чему аргументатор говори, док је вербална грешка грешка у томе како аргументатор говори. Вербалне грешке су оне у којима се закључак добија неправилном или двосмисленом употребом речи.
Пример грешке зависне од језика даје се као дебата о томе ко су у човечанству ученици: мудри или незналице. Грешка независна од језика је, на пример:
1. "Корискус се разликује од Сократа."
2. "Сократ је човек."
3. "Стога, Корискус се разликује од човека."

### Индијска логика
Индијски логичари су уложили велике напоре да идентификују логичке грешке у аргументима. Утицајна збирка текстова о логици и разуму, Њаја сутре, приписана Акшапади Гаутами, различито процењена да је састављена између 6. века п. н. е. и 2. века н.е., наводи у својој теорији закључивања пет таквих разлога коришћених у аргументу који су даље развили каснији логичари.
1. Асидха: То је недоказани разлог који резултира овом грешком. [Паксадхармата]
2. Савјабхичара: Ово је грешка неправилног разлога.
3. Сатпратипакса: Овде је разлог противречен другим разлогом. Ако оба имају једнаку снагу, онда ништа не следи. 'Звук је вечан, јер је чујан', и 'Звук није вечан, јер је произведен'. Овде је 'чујан' уравнотежен са 'произведен' и оба су једнаке снаге.
4. Бадхита: Када други доказ (као перцепцијом) дефинитивно противречи и оповргава средњи термин (разлог). 'Ватра је хладна јер је супстанца'.
5. Вирудха: Уместо да доказује нешто, доказује супротно. 'Звук је вечан јер је произведен'.

## Формална грешка
Формална грешка, дедуктивна грешка, логичка грешка или non sequitur (латински за "не следи") је мана у структури дедуктивног аргумента која чини аргумент неваљаним. Мана се може изразити у стандардном систему логике. Такав аргумент се увек сматра погрешним.
Присуство формалне грешке не имплицира ништа о премисама аргумента или његовом закључку. Оба могу заправо бити истинита или чак могу бити вероватнија као резултат аргумента, али дедуктивни аргумент је и даље неваљан јер закључак не следи из премиса на описани начин.
Чак и за недедуктивне аргументе се може рећи да су погрешни: на пример, индуктивни аргумент који неправилно примењује принципе вероватноће или узрочности. Али "пошто дедуктивни аргументи зависе од формалних својстава, а индуктивни аргументи не, формалне грешке се примењују само на дедуктивне аргументе".
Логичка форма као што је "А и Б" је независна од било које конкретне конјункције смислених пропозиција. Сама логичка форма може гарантовати да, ако су премисе истините, истинит закључак мора следити. Међутим, формална логика не даје такву гаранцију ако је било која премиса лажна; закључак може бити или истинит или лажан. Свака формална грешка или логичка грешка слично поништава дедуктивну гаранцију. И аргумент и све његове премисе морају бити истинити да би закључак био истинит.
Термин non sequitur означава општу формалну грешку, често значећи ону која не припада ниједној именованој поткласи формалних грешака, попут афирмације консеквента.

### Уобичајени примери

#### Еколошка грешка
Еколошка грешка се чини када се изводи закључак из података на основу премисе да квалитети уочени за групе нужно важе за појединце; на пример, "ако земље са више протестаната имају тенденцију да имају више стопе самоубистава, онда протестанти морају бити склонији самоубиству".

#### Грешка опсервационе интерпретације
Грешка опсервационе интерпретације је когнитивна пристрасност која се јавља искључиво у медицинском пољу, водећи до погрешне интерпретације уочених асоцијација као узрочних веза, негативно утичући на медицинске смернице, клиничке одлуке и здравствене праксе, потенцијално угрожавајући безбедност пацијената.

## Неформална грешка
За разлику од формалне грешке, неформална грешка потиче из грешке у расуђивању која није мана у логичкој форми аргумента. Дедуктивни аргумент који садржи неформалну грешку може бити формално ваљан, али и даље остаје рационално неубедљив. Ипак, неформалне грешке се примењују и на дедуктивне и на недедуктивне аргументе.
Иако форма аргумента може бити релевантна, грешке овог типа су "типови грешака у расуђивању које настају због погрешног руковања садржајем пропозиција које чине аргумент".

### Погрешна генерализација
Посебна поткласа неформалних грешака је скуп погрешних генерализација, такође познатих као индуктивне грешке. Овде се најважније питање тиче индуктивне снаге или методологије (на пример, статистичко закључивање). У одсуству довољних доказа, извођење закључака на основу индукције је неоправдано и погрешно. Међутим, уз подршку довољних количина правог типа емпиријских доказа, закључци могу постати оправдани и убедљиви (у којој тачки се аргументи више не сматрају погрешним).

#### Пренагљена генерализација
Пренагљена генерализација се описује као прављење претпоставки о целој групи или распону случајева на основу узорка који је неадекватан (обично зато што је нетипичан или једноставно премали).
Стереотипи о људима ("фратерски момци су пијанци", "постдипломци су штребери", "жене не уживају у спорту", итд.) су чести примери овог принципа.
Пренагљена генерализација често прати образац као што је:
X је истинито за А.
X је истинито за Б.
Стога, X је истинито за Ц, Д, итд.
Иако никада није ваљана логичка дедукција, ако се такав закључак може извести на статистичким основама, он ипак може бити убедљив. То је зато што са довољно емпиријских доказа, генерализација више није пренагљена.

### Грешка релевантности
Грешке релевантности су широка класа неформалних грешака, генерички представљених промашивањем поенте: представљање аргумента који може бити здрав али не успева да се бави питањем о којем је реч.

#### Аргумент из тишине
Аргумент из тишине је погрешан закључак који се изводи на основу одсуства доказа, а не на основу присуства доказа.

### Примери неформалних грешака

#### Post hoc(лажни узрок)
Грешка post hoc претпоставља да зато што Б долази након А, А је узроковало Б. Добија име од латинске фразе "post hoc, ergo propter hoc", што се преводи као "после овога, дакле због овога".
Понекад један догађај заиста узрокује други који долази касније-на пример, ако се неко региструје за час и његово име се касније појави на списку, истина је да је први догађај узроковао онај који је дошао касније. Али понекад два догађаја која изгледају повезана у времену заправо нису повезана као узрок и последица. То јест, временска корелација не подразумева нужно узрочност. На пример, ако неко поједе сендвич и затим добије тровање храном, то не значи нужно да је сендвич узроковао тровање храном. Нешто друго поједено раније могло је узроковати тровање храном.

#### Клизава низбрдица
Да би аргумент био типа клизава низбрдица, мора испунити захтеве те схеме аргументације. Аргумент клизаве низбрдице потиче из разговора или дебате у којој два актера наизменично говоре. Обично потиче од једног актера који даје савет о одлуци или чину. Успут, актер мора донети додатне изборе о сличним стварима кроз које актер улази у 'сиву зону' клизаве низбрдице. У овој тачки, актер потенцијално губи контролу над смером аргумената, што води до 'фаталног' исхода.
Такав аргумент је изграђен према следећој схеми аргументације: иницијална премиса, секвенцијална премиса, премиса неодређености, премиса контроле, премиса губитка контроле, премиса катастрофалног исхода и закључак. Аргументи клизаве низбрдице могу бити поражени постављањем критичких питања или давањем контрааргумената.
Постоји неколико разлога зашто клизава низбрдица може бити погрешна: на пример, аргумент иде предалеко у будућност, то је превише сложен аргумент чију је структуру тешко идентификовати, или аргумент чини емоционалне апеле.
Може бити да клизава низбрдица није нужно погрешна ако се узме у обзир контекст и ако постоји напор да се процени веродостојност.

#### Лажна аналогија
Неформално позната као грешка "јабуке и поморанџе", лажна аналогија користи неисправна поређења.

#### Грешка слама човека
Грешка слама човека односи се на побијање становишта у аргументу које никада није предложено. Грешка се обично јавља у представљању противниковог становишта као екстремнијег, искривљенијег или једноставнијег него што заправо јесте. У поређењу са критиковањем стварног становишта противника, ово омогућава аргументатору да понуди привидно побијање онога што, међутим, није стварно становиште. Такав аргумент укључује два аргументатора, при чему један критикује перспективу другог. Разлог због којег је аргумент слама човека погрешан потиче из проблема како се носити са природним дискурсом. Противников аргумент није одражен аргументима које предлаже говорник.

## Грешка мерења
Неке од горе описаних грешака могу се починити у контексту мерења.
Док су математичке грешке суптилне грешке у расуђивању које доводе до неваљаних математичких доказа, грешке мерења су неоправдани закључци који настају при екстраполацији сирових података у тврдње засноване на мерењима. Антички грчки софиста Протагора био је један од првих мислилаца који је предложио да људи могу генерисати поуздана мерења кроз свој принцип "човек-мера" и праксу dissoi logoi (аргументовање више страна неког питања). Ова историја помаже да се објасни зашто су грешке мерења информисане неформалном логиком и теоријом аргументације.

### Грешка мерења вредности знања
Све већа доступност и циркулација великих података покрећу пролиферацију нових метрика за научни ауторитет, и постоји жива дискусија о релативној корисности таквих метрика за мерење вредности производње знања у контексту "информационог цунамија".
На пример, грешке усидрења могу се јавити када се неоправдана тежина даје подацима генерисаним метрикама за које сами аргументатори признају да су мањкаве. На пример, ограничења импакт фактора часописа (ИФЧ) су добро документована, и чак и пионир ИФЧ-а Јуџин Гарфилд напомиње да "иако подаци о цитатима стварају нове алате за анализу истраживачких перформанси, треба нагласити да они допуњују, а не замењују друге квантитативне и квалитативне индикаторе". У мери у којој аргументатори одбацују призната ограничења података генерисаних ИФЧ-ом у евалуативним судовима или напуштају Гарфилдов опрез "допуњују, а не замењују", они чине грешке усидрења.
Грешка опсервационе интерпретације је когнитивна пристрасност где се асоцијације идентификоване у опсервационим студијама погрешно тумаче као узрочно-последични односи.
Натуралистичка грешка може се јавити, на пример, у случају метрика чисте количине заснованих на премиси "више је боље" или, у случају развојне процене у области психологије, "више је боље".
Лажна аналогија се јавља када су тврдње подржане неутемељеним поређењима између тачака података. На пример, библиографске базе података Scopus и Web of Science имају потешкоћа у разликовању цитата научних радова који су независне подршке, церемонијални цитати или негативни цитати (који указују да аутор који цитира не подржава цитирани рад). Стога се тврдње о вредности засноване на мерењима које претпостављају униформни квалитет свих цитата могу довести у питање на основу лажне аналогије.
Као још један пример, размотримо Индекс научне продуктивности факултета компаније Academic Analytics. Овај алат наводно мери укупну продуктивност факултета, али не бележи податке засноване на цитатима у књигама. Ово ствара могућност да мерења ниске продуктивности помоћу овог алата чине грешке аргумента из тишине, у мери у којој су таква мерења подржана одсуством података о цитатима из књига.
Еколошке грешке могу се починити када се мери научна продуктивност подгрупе појединаца (нпр. "порториканских" факултетских радника) позивањем на збирне податке о већој и различитој групи (нпр. "хиспанским" факултетским радницима).

## Намерна грешка
Понекад говорник или писац користи логичку грешку намерно. У било ком контексту, укључујући академску дебату, разговор међу пријатељима, политички дискурс, оглашавање или хумористичке сврхе, аргументатор може користити погрешно расуђивање да покуша убедити слушаоца или читаоца, средствима другим од нуђења релевантних доказа, да је закључак истинит.
Примери овога укључују говорника или писца:
1. Скретање аргумента на неповезана питања са црвеном харингом (Ignoratio elenchi)
2. Вређање нечијег карактера (argumentum ad hominem)
3. Претпостављање закључка аргумента, врста кружног расуђивања, такође звано "петиција принципа" (petitio principii)
4. Прављење скокова у логици (non sequitur)
5. Идентификовање лажног узрока и последице (post hoc ergo propter hoc)
6. Тврдња да се сви слажу (argumentum ad populum, ефекат бандвагона)
7. Стварање лажне дилеме (или-или грешка) у којој је ситуација поједностављена, такође звана лажна дихотомија
8. Селективно коришћење чињеница (слагање карата)
9. Прављење лажних или заваравајућих поређења (лажна еквиваленција или лажна аналогија)
10. Брзо и немарно генерализовање (пренагљена генерализација) (secundum quid)
11. Коришћење веза аргумента са другим концептима или људима да би се подржао или оповргао, такође звано "кривица по асоцијацији" (грешка асоцијације)
12. Тврдња да недостатак доказа рачуна као доказ (позивање на незнање)

У хумору, грешке у расуђивању се користе у комичне сврхе. Граучо Маркс је користио грешке амфиболије, на пример, да би дао ироничне изјаве; Гари Ларсон и Скот Адамс су користили погрешно расуђивање у многим својим стриповима. Вес Бојер и Самјуел Стодард су написали хумористички есеј који учи студенте како да буду убедљиви помоћу читавог низа неформалних и формалних логичких грешака.
Када неко користи логичке грешке намерно да би заварао у академским, политичким или другим контекстима високог улога, кршење поверења доводи у питање ауторитет и интелектуални интегритет те особе.